# Préveza
Préveza (görögül: Πρέβεζα) egy város északnyugat Görögországban , az az Ambrakiai-öböl bejáratánál az északi félszigeten.  Préveza prefektúra székhelye, ami része Epirusz régiónak.  
Préveza (görögül: Πρέβεζα) város Görögország északnyugati részében, az Epirusz régióban, az Ambrakiai-öböl bejáratánál az északi félszigeten. A város az ortodox püspökség és Préveza prefektúra névadója és székhelye. Az Aktio-Préveza tengeralatti alagút 2002-ben készült el és az északi Prévezát az Aitólia-Acarnania tartománybeli nyugat-akarnániai Aktioval köti össze az Ambrakiai-öböl torkolatától délre. Az alagút Görögországban az első és eddig egyetlen tengeralatti alagút. Az ókori Nikopolisz romjai a várostól északra 7 km-re találhatók.
A városhoz közel esik (az öböl túloldalán) Aktion repülőtér.

## A név eredete
Annak ellenére, hogy a tudós társadalom a „Préveza” szó eredetével kapcsolatban háromféle nézetet is vall, a legelfogadottabb az, hogy a szó „átjárót” jelent, és ebben a formájában a szlávból az albán nyelv közvetítésével jött létre.
• Az első nézet szerint a „Préveza” szó a szláv prěvozъ szóból származik, s jelentése „átjáró”. Ezt az értelmezést többek között főleg a következők képviselik: Max Vasmer, Diogenis Chariton, Fyodor Uspensky, Ioannis Demaratos, Peter Soustal & Johannes Koder, Alexios G. Savvides, Elias Vasilas, Nikos D. Karabelas, Demosthenis A. Donos.
• A második nézet szerint a név a régi albán prevëzë –za szóból ered, aminek a jelentése átjárás, átmenet, átkelés. Ezt állítja többekkel együtt Petros Fourikis, Konstantinos Amantos, Max Vasmer, Peter Soustal & Johannes Koder, Alexis G.K. Savvides, Nikos D. Karableas, Demosthenis A. Donos.
• A harmadik értelmezés szerint a szó az olasz prevesione szóból következik, ami gondoskodást, ellátást jelent. Ezt a megállapítást főleg Panagiotis Aravantinos képviseli.

## Közigazgatás
Préveza mint közigazgatási egység 2011-ben, a helyi közigazgatási reform keretében három korábbi település összevonásával jött létre. (zárójelben a részegységek)
·        Louros (Ano Rachi, Kotsanopoulo, Louros, Neo Sfinoto, Oropos, Revmatia, Skiadas, Stefani, Trikastro, Vrysoula)
·        Preveza (Flampoura, Michalitsi, Mytikas, Nicopolis, Preveza)
·        Zalongo (Cheimadio, Ekklissies, Kamarina, Kanali, Kryopigi, Myrsini, Nea Sampsounta, Nea Sinopi, Riza, Vrachos)
Az egész közigazgatási egység területe 380.541 km², Préveza város területe 66.835 km².

## Történelme

### Ókor
Epirusz dél-délnyugati részét az ókorban a kasszopeaiak népesítették be, akik a theszprotaiak törzsének a részét képezték. Fő településük Cassope (a mai Kamarina falu közelében) volt. A város elődjét Epirusz legdélibb részén Pyrrhus király Kr. e. 290-ben alapította Berenike néven, melyet az anyósáról, az egyiptomi I. Berenikéről nevezett el. Sotirios Dakaris 1965-ös ásatásait követően ma úgy tartják, hogy Berenike a Michalitsi falu közelében lévő dombokon fekszik. A Jón-tenger, Berenike közelében volt a helyszíne Kr. e. 31. szeptember 2-án az actiumi tengeri csatának, melyben Octavianus flottája legyőzte Marcus Antonius és az egyiptomi királynő, Kleopátra hajóhadát. Az ókori Nikopoliszt Augustus építtette győzelme emlékére. (A név jelentése: a Győzelem városa). A város lakossága a csúcson 150 000 fő volt.
Kr. u. 90-ben Epiktétosz megérkezett Nikopoliszba, miután Domitianus római császár elűzte Rómából, és filozófiai iskolát alapított. Egyik tanítványa, Arrian híres történész lett, akinek a munkái fennmaradtak.

### Középkor
Lásd még: Byzantine Greece, Despotate of Epirus, and Frankokratia
A várost először az 1292-ben íródott Morea krónikája említi. Ámbár, Hammond Préveza alapítását sokkal későbbre, a 14. század  végére teszi. A település 1204 után Epirusz fennhatósága alá került. Ezt követően Velence birtokolta az 1463. évi oszmán hódításig.

### Az első oszmán uralom
Az oszmánok 1477-ben valószínűleg újraépítették Prévezát, majd 1495-ben az erődítményeket is megerősítették. 1538. szeptember 29-én került sor Préveza mellett egy tengeri csatára, melyben a Hayreddin Barbarossa parancsnoksága alatt hajózó oszmán flotta legyőzte a genovai kapitány, Andrea Doria vezette keresztény flottát. Ez a nap a török haditengerészet nemzeti ünnepe és néhány török tengeralattjáró viseli a “Preveze” nevet.

### Velence beavatkozása
Lásd még: Stato da Màr
Préveza hevesen vitatott volt számos oszmán-velencei háborúban. 1684. szeptemberében, a morean-háború korai szakaszában a velenceiek, görög irreguláris csapatok segítségével Lefkada-szigetéről átkelve elfoglalták Prévezát és Vonitsa-t, s ezáltal ellenőrzésük alá került Acarnania – s ez morálisan fontos erősítő volt a Moreában folytatott hadjárathoz. Bár a háború végén 1699-ben Préveza visszakerült az oszmán uralom alá. Velence 1717-ben, a következő, oszmánok elleni háborúban ismét elfoglalta Prévezát és ezúttal képes volt a várost megtartani és megerősíteni – ám ez csekély eredménynek számított ebben a háborúban, amiben egyébként a Velencei Köztársaság nagyon rosszul szerepelt. A velencei uralom a Köztársaság fennállásának végéig, 1797-ig maradt meg. Ebben az időszakban, 1779-ben látogatott Prévezába az ortodox misszionárius, Kosmas, aki állítólag az iskolát létrehozta, ami a 18. században az egyetlen volt a városban. A 18. század végén Préveza a Nyugat-Európa (főleg Franciaország) felé irányuló átmenő kereskedelem központjává vált, melynek eredményeként a város lakossága 10-12 ezer főre növekedett.

### A francia fennhatóság (1797)
A Campo Formio-i békeszerződést követően, ahol Bonaparte Napóleon végleg feloszlatta a Velencei Köztársaságot, Preveza – más görögországi és albániai velencei birtokokhoz hasonlóan – a forradalmi Franciaországhoz került. 280 francia gránátos érkezett Prevezába La Salchette tábornok parancsnoksága alatt. A prevezaiak üdvözölték a francia csapatokat, és megalakították a franciabarát polgári milíciát. Ugyanebben az időben Rigas Feraios költő a francia forradalom eszméinek támogatását az oszmán uralom elleni görög felkelés felhívásával egyesítette. Az oszmán hatóságok elfogták és megölték, amikor útban volt, hogy találkozzon Napóleonnal, és közvetlenül kérje a segítségét a görög ügy érdekében. Bonaparte Napóleon azonban egy másik irányba összpontosította figyelmét, elindította a francia hadjáratot Egyiptomban és Szíriában, Franciaországot háborúba sodorva az Oszmán Birodalommal, és keveset foglalkozott az oszmán területek szélén feltárt kis Preveza helyőrség sorsával. 1798 októberében a helyi oszmán kormányzó, Ali Tepelena pasa – nagy ambíciókkal, hogy félig független uralkodóvá tegye magát – elsöprő erővel támadta meg Prevezát. Az 1798. október 12-i nikápolyi csatában Ali pasa és fia, Mukhtar 7000 fős oszmán csapata tönkreverte a 280 francia gránátost és helyi szövetségeseiket, a 200 prevezai polgárőrt és a Christakis kapitány vezette 60 souliote (albán ortodox keresztény) harcost.
A következő két napban, 1798. október 13-14-én, még a 13-án Prévezába érkezett Ali pasa jelenlétében is, a támadók a várost védő francia csapatok és a helyi görög lakosság jelentős részét lemészárolták Prévezában, Port Salaorában és az Ambrakiai-öbölben. Október 14-én Ali pasa felszólította Preveza azon polgárait, akik az Ambrakia-hegységbe szöktek, hogy térjenek vissza a városba, és kijelentette, hogy nem lesznek veszélyben. Visszatérésükkor azonban közülük 170-et karddal kivégeztek a salaorai kikötői vámhivatalban. Sok fogoly, akik túlélte a mészárlást, belehalt a nehézségekbe az Ioannina felé vezető úton. Ali pasa Ioanninába tért vissza győztes csapataival, s a diadalmenet élén a túlélő franciáknak és a lázadó foglyoknak kivégzett bajtársaik levágott és besózott fejét kellett vinniük a város oszmánbarát lakosainak kiáltozásától és gúnyolódásától kísérve. Ioanninából kilenc elfogott francia gránátost és két tisztet láncra kötve Isztambulba küldtek kihallgatásra. Egyiküket, Louis-Auguste Camus de Richemont kapitányt később szabadon engedték, valószínűleg Bonaparte Napóleon édesanyja, Maria Letizia Bonaparte közvetítésével, és végül tábornok lett. Néhány népszerű, kétséges történelmi hitelességű mese összekapcsolja ezt az esetet a Kanálkészítő gyémántjának eredetével, amely az isztambuli Topkapı palota egyik legszigorúbban őrzött kincse. Noha Préveza több, mint egy évszázadig oszmán fennhatóság alatt maradt, a városban működő görög miliciák rövid időszakának és a török tömegmészárlás sokkjának hatása, a francia forradalom eszméinek terjedésével együtt nagy szerepet játszott a görög nacionalizmus fejlődésében, ami a három évtizeddel később kitört görög szabadságharchoz vezetett.

### A második oszmán uralom
1798-tól 1820-ig Preveza a félig független Ali Pasha Tepelena uralma alatt állt. 1822-ben Ioanninában bekövetkezett halálát követően Prevezát közvetlenebbül irányították Isztambulból. Preveza 1863-ban a Prevezei Sanjak tartomány székhelye lett, s volt egészen 1912-ig, amikor a város csatlakozott Görögországhoz. 1835-ben a város oktatási tevékenysége újjáéledt egy új görög iskola, a Theophaneios alapításával, amelyet szponzoráról, Anastassios Theophanisról neveztek el. A következő évtizedekben ez az iskola a környék oktatási központjává vált, és 1851-ben egy leányiskolának és egy középiskolának is otthont adott. Az 1878-as berlini kongresszus döntése szerint Dél-Epirus egyes részeit, köztük Prevezát, az Oszmán Birodalomnak át kellett engednie a Görög Királyságnak. Ebben a témában öt találkozóra került sor Prevezában a görög és az oszmán fél képviselői között, de nem sikerült megállapodásra jutniuk. Az oszmán fél már a tárgyalások megkezdése előtt számos albán állampolgárt használt fel késleltetési célzattal, és Abedin bey Dinót, a Prizren Liga tagját és az albán nemzeti mozgalom képviselőjét nevezte ki oszmán külügyminiszternek. Sőt, Abedin Dino-nak sikerült összegyűjtenie különböző albán személyiségeket Prevezában, egész Albániából és Epirusból,[23] akik úgy vélték, hogy az oszmánok teljes mértékben támogatják az albán mozgalmat, és akik ellenezték Epirus Görögországhoz való csatolását. 1879 januárjában gyűlést is szerveztek ott, és 1879. február 28-án aláírtak egy petíciót azzal a fenyegetéssel, hogy fegyvert ragadnak, hogy megakadályozzák Preveza Görögországhoz csatolását. Az Abdyl Frashëri, egy másik albán nemzeti személyiség által vezetett zavargások eredményeként visszahívták a helyi oszmán kormányzót. Abedin Dinót is visszahívták Prevezából, míg a nemrég érkezett albánok elhagyták a várost és visszatértek hazájukba.
A két fél közötti megbeszélések később Konstantinápolyban folytatódtak, de az oszmán fél nem értett egyet a javasolt határral, kifogásként használva az albán képviselők által keltett zavargásokat. 1881 márciusában az oszmán fél javasolta Thesszália és Arta régiók átengedését, amely javaslat figyelmen kívül hagyta az albán álláspontokat, de ezt végül Görögország elfogadta, bár Epirus nagy része még mindig Görögországon kívül maradt. Másrészt az Epirote diaszpóra tagjainak, Panagiotis Danglis és Spyros Spyromilios által 1906-ban alapított görög szervezetnek, az Epirote Society-nek a célja a régió Görögországhoz csatolása volt, s ennek érdekében a helyi görögök lőfegyverekkel való ellátását követelte.
1881 és 1912 között a helyi gazdaság fő ágazatai drámai hanyatlásnak voltak tanúi, és a város kikötője elvesztette korábbi kereskedelmi jelentőségének nagy részét. Az oktatás azonban még mindig virágzott, két iskola működött: egy fiú- és egy leányiskola. A város iskolarendszerét elsősorban Anastassios Theophanis, a diaszpóra híres tagja finanszírozta.

### Balkáni háborúk
Lásd még: Görögország a balkáni háborúkban
Preveza városa oszmán fennhatóság alatt maradt, amíg végül a görög hadsereg 1912. október 21-én, az első balkáni háború idején elfoglalta. A várost a nikopoliszi csata után szabadították fel a görög erők Panagiotis Spiliadis ezredes vezetésével. A 8. gyaloghadosztály egy helyőrsége decemberig állomásozott a városban. A világtörténelemben először, később ugyanebben a háborúban kerültek említésre Preveza lakói. 1913. február 8-án ugyanis a görögök ellen harcoló N. de Sackoff orosz pilóta kétfedelű repülőgépe, miután bombázta Bizaninear Ioannina erődjét, a földi légelhárítók tüzétől megsérült és Preveza közelében szállt le. A pilóta a helyi városlakók segítségével javította meg a gépét, majd visszarepült a bázisára. A következő hónapokban érkezett Prevezába a híres svájci fotós, Frederic Boissonnas, és sok fénykép áll rendelkezésre ebből az időszakból ma is. Preveza a déli Epirus többi részével együtt az 1913-as londoni szerződés révén Görögország része lett.
A balkáni háborúk után Preveza kikötője jelentős regionális kereskedelmi központtá vált Görögország nyugati részén. Sőt, a két világháború közötti időszakban helyi szakszervezetek jöttek létre.

### A II. világháború
Görögország többi részével együtt Prevezát a fasiszta Olaszország (1941–1943) és a náci Németország (1943–1944) foglalta el és tartotta megszállás alatt a második világháború idején. A megszállás előtt a zsidó közösségnek 250 tagja volt. Letartóztatták őket és a náci haláltáborokat csak tizenöten élték túl. A Wehrmacht Prevezából való távozása után, 1944 szeptemberében a görög polgárháború prevezai csata néven ismert epizódja 16 napig tartott a jobboldali EDES és a baloldali EAM-ELAS fegyveres partizánjai között. A harcok a Nagy-Britannia és a két fő görög ellenállási csoport, az EDES és az ELAS közötti cazertai egyezmény után szűntek meg.

### Modern idők
Ma Preveza kereskedelmi kikötő és turisztikai központ, idegenforgalmi célpont, ahol számos klub, kocsma és kávézó, vitorlás kikötő, 4 múzeum, 2 mozi, egy szabadtéri színpad, egy koncertterem található, kihasználva az Aktion Nemzeti Repülőtér és Lefkada sziget közelségéből származó előnyöket. A városban található a Ioannina-i Egyetem Pénzügyi Tanszéke és a Kereskedelmi Tengerészeti Akadémia.
A 2002-ben megnyitott Aktio-Preveza tengeralatti alagút fontos infrastrukturális létesítmény a hagyományosan távoli és fejletlen régió számára, és összeköti Prevezát Actiummal (görögül: Άκτιο,Aktio) az Ambrakiai-öböl déli partján, jelentősen lerövidítve a Lefkada-ba vezető utazás idejét.
2022 júliusában Prevezát érintették a nagy erdőtüzek.
Epirus többi részével együtt az 1913-as londoni szerződés révén Görögország része lett.
ékben támogatják az albán mozgalmat, és akik ellenezték Epirus Görögországhoz való csatolását. 1879 januárjában gyűlést is szerveztek ott, és 1879. február 28-án aláírtak egy petíciót azzal a fenyegetéssel, hogy fegyvert ragadnak, hogy megakadályozzák Preveza Görögországhoz csatolását. Az Abdyl Frashëri, egy másik albán nemzeti személyiség által vezetett zavargások eredményeként visszahívták a helyi oszmán kormányzót. Abedin Dinót is visszahívták Prevezából, míg a nemrég érkezett albánok elhagyták a várost és visszatértek hazájukba.

## Testvérvárosa
- Sherborne, Egyesült Királyság

## Fordítás
- Ez a szócikk részben vagy egészben  a   Preveza című angol Wikipédia-szócikk ezen változatának fordításán alapul.  Az eredeti cikk szerkesztőit annak laptörténete sorolja fel. Ez a jelzés csupán a megfogalmazás eredetét és a szerzői jogokat jelzi, nem szolgál a cikkben szereplő információk forrásmegjelöléseként.

## Külső hivatkozások
- Honlapja (görögül)
- prévezai fotókirándulás
- http://www.prevezanet.gr/ Archiválva 2008. október 5-i dátummal a Wayback Machine-ben
- http://www.gogreece.com/travel/select.asp?CityID=246 Archiválva 2007. október 27-i dátummal a Wayback Machine-ben
- 360° Virtual tours of Preveza[halott link]
- Preveza (municipality) on GTP Travel Pages (in English and Greek)
- Preveza (town) on GTP Travel Pages (in English and Greek)
- Map and aerial photos:
  - Street map: Street map from Mapquest, MapPoint or Google or Yahoo! Maps
  - Satellite images: Google or Microsoft Virtual Earth - image now available
- Koordinátái: é. sz. 38° 57′ 16″, k. h. 20° 44′ 53″38.954444°N 20.748056°E